# John M. Sandidge
John Milton Sandidge, född 7 januari 1817 i Franklin County i Georgia, död 30 mars 1890 i Bastrop i Louisiana, var en amerikansk politiker (demokrat). Han var ledamot av USA:s representanthus 1855–1859.
Sandidge efterträdde 1855 Roland Jones som kongressledamot och efterträddes 1859 av John M. Landrum.
Sandidge är begravd på Christ Church Cemetery i Bastrop i Louisiana.